# Bernard Gadney
Bernard Gadney (ur. 16 lipca 1909 w Oksfordzie, zm. 14 listopada 2000 w Ipswich) – angielski rugbysta grający na pozycji łącznika młyna, reprezentant kraju, edukator, działacz sportowy.

## Życiorys
Urodził się w rodzinie Bety i Herberta, antykwariusza. Uczęszczał do Dragon School oraz Stowe, gdzie jego współlokatorem był David Niven. W trakcie nauki uprawiał zarówno rugby, jak i krykieta. Otrzymał stypendium do Oxford University, jednak trudna sytuacja materialna rodziny spowodowała, iż musiał podjąć pracę. Zatrudnił się w garbarni, jednocześnie grał dla Richmond F.C..
W 1929 roku związał się z Leicester Tigers, dla którego w ciągu kolejnej dekady rozegrał 170 spotkań, został również wybrany do drużyny stulecia. Grał następnie także dla klubu Headingley. Pierwsze powołanie do angielskiej reprezentacji otrzymał w roku 1932 i do 1938 roku, także jako kapitan, rozegrał czternaście testmeczów. W Home Nations Championship 1934 poprowadził Anglików do zwycięstwa okraszonego Triple Crown, a dwa lata później do pierwszej wygranej nad All Blacks. W tym samym roku został kapitanem British and Irish Lions na tournée po Argentynie, podczas którego zwyciężyli oni we wszystkich dziesięciu spotkaniach. W latach 1933–1938 dziewięciokrotnie zagrał w barwach Barbarians. Pomimo ofert z zawodowego rugby league pozostał amatorem. Był wysoki jak na łącznika młyna, a jego grę charakteryzowała mocna obrona oraz nowatorskie wykorzystanie podań tzw. reverse pass.
Pracował jako nauczyciel w Winchester House. W 1938 roku objął posadę dyrektora Malsis School, którą utrzymywał do przejścia na emeryturę w 1962, w tym czasie doprowadził do rozkwitu szkoły, zarówno pod względem liczby uczniów, jak i infrastruktury. Podczas II wojny światowej wstąpił do Royal Navy jako zwykły marynarz w 1943 roku, opuścił ją w roku 1945 w randzie podporucznika, m.in. uczestnicząc w dostarczaniu zapasów tuż po D-Day.
Był również działaczem sportowym, przez trzy lata przewodził Oxfordshire RFU. Został pierwszą osobą wpisaną na ścianę sław muzeum rugby na Twickenham Stadium.
Żonaty z Kelly née Lilley, trzech synów. Jeden z synów, Reg Gadney, był pisarzem, zaś brat, Cyril, był sędzią międzynarodowym i działaczem – m.in. prezesem Rugby Football Union i jego przedstawicielem przy IRFB.